# Габош
Габош (хорв. Gaboš) — населений пункт у Хорватії, у Вуковарсько-Сремській жупанії у складі громади Маркушиця.

## Населення
Населення за даними перепису 2011 року становило 516 осіб.
Динаміка чисельності населення поселення:

## Клімат
Середня річна температура становить 11,09 °C, середня максимальна – 25,46 °C, а середня мінімальна – -6,05 °C. Середня річна кількість опадів – 676 мм.
| Клімат поселення                              | Клімат поселення | Клімат поселення | Клімат поселення | Клімат поселення | Клімат поселення | Клімат поселення | Клімат поселення | Клімат поселення | Клімат поселення | Клімат поселення | Клімат поселення | Клімат поселення | Клімат поселення |
| Показник                                      | Січ.             | Лют.             | Бер.             | Квіт.            | Трав.            | Черв.            | Лип.             | Серп.            | Вер.             | Жовт.            | Лист.            | Груд.            |                  |
| Середній максимум, °C                         | 5,80             | 7,93             | 12,55            | 17,20            | 22,49            | 25,46            | 25,30            | 24,90            | 20,87            | 15,40            | 9,47             | 5,50             |                  |
| Середня температура, °C                       | −0,11            | 2,00             | 6,60             | 11,30            | 16,58            | 19,53            | 21,27            | 20,80            | 16,80            | 11,30            | 5,40             | 1,46             |                  |
| Середній мінімум, °C                          | −6,05            | −3,92            | 0,72             | 5,35             | 10,66            | 13,62            | 17,20            | 16,80            | 12,79            | 7,30             | 1,38             | −2,6             |                  |
| Норма опадів, мм                              | 44               | 39               | 42               | 52               | 62               | 86               | 66               | 62               | 52               | 56               | 63               | 52               |                  |
| Середньомісячна швидкість вітру, м/с          | 2.20             | 2.50             | 2.80             | 2.70             | 2.40             | 2.20             | 2.14             | 2.00             | 1.92             | 2.10             | 2.20             | 2.29             |                  |
| Середньомісячна сонячна радіація, кДж/м²·день | 4310             | 6968             | 10998            | 15590            | 19336            | 21493            | 22357            | 20429            | 14988            | 9510             | 4876             | 3600             |                  |
| --------------------------------------------- | ---------------- | ---------------- | ---------------- | ---------------- | ---------------- | ---------------- | ---------------- | ---------------- | ---------------- | ---------------- | ---------------- | ---------------- | ---------------- |
| Джерело:                                      |                  |                  |                  |                  |                  |                  |                  |                  |                  |                  |                  |                  |                  |